# Koreai Központi Televízió
A Koreai Központi Televízió (hangul: 조선중앙텔레비죤, Csoszon Csungang Thellebidzsjon, handzsa: 朝鮮中央텔레비죤, RR: Joseon Jung-ang Tellebijyon) Észak-Korea hivatalos állami csatornája. Székhelye az ország fővárosa, Phenjan. Ez az egyetlen olyan csatorna, ami mindenütt fogható az ország területén belül. A műsor sugárzására a VHF1 és VHF3 sávot használják OIRT csatornakiosztás szerint. A gerincadók a VHF1 sávban üzemelnek, Phenjan kivételével.
A csatorna a Koreai Központi Adásrendszer része, amelyet szintén az ország kormánypártja, a Koreai Munkapárt irányít. A csatornán kívül 3 másik adás fogható az országban: a Rjongnamszan Televízió, a Manszude Televízió és a Sport TV.

## Története
1953. szeptember elsején alapították meg Központi Adórendszer néven, a koreai háború befejezése után. Első adáskísérletekre csak 8 évvel később, 1961-ben került sor, 1963. március 3-án kezdte meg hivatalosan adását. Először csak hétköznapokon sugárzott két órás adásokat, amit később 4, illetve 6 óra hosszúságra bővítettek ki.
Első élő adására 1970. október 1-én került sor, amikor a Koreai Munkapárt 5. Kongresszusát mutatták be.
1974. július 1-én sugárzott először színes felvételeket, első színes élő adása pedig az 1974. szeptember 1-én kezdődő teheráni 7. ázsiai játékokat mutatta be a nézőközönségnek.
A televízió 2012-ben a Kínai Központi Televíziótól korszerű felszerelést kapott ajándékba kb. 210 millió Forint értékben. A csatorna üzemeltetői ekkortájt álltak át a digitális kamera használatára, 2015-ben pedig elkezdtek kísérletezni a HD műsorszórással, és az új műsorokat már HD felbontásban, 16:9-es képarányban vették fel, azonban sztenderd 4:3-as képarányban vetítették le. 2017. december 4-étől HD minőségben, 16:9-es képaránnyal, sztereó hanggal sugározzák az adást, és az adáskezdő illetve adászáró blokkok is átestek egy kisebb feljavításon.

## Adójel
Középen a Dzsucse-torony alakja látható, tetején az eszmét jelképező vörös lánggal, tőle jobbra és balra fehér félkörök láthatóak. A bal oldali félkörbe a 조 („cso”) koreai írásjegy van beleírva, míg a jobb oldaliba a 선 („szon”). Ez a kettő egybeolvasva 조선 („Csoszon”), ami Korea régi, Észak-Koreában máig használatos megnevezése.

## Adáskezdés
A műsorkezdés előtt fél órával mindig megjelenik a csatorna monoszkópja, amin szerepel televízió neve (조선중앙텔레비죤), illetve a Pektu-hegy a Cshon-tóval. Miután elkezdődött az adás, a himnusz következik, eközben Észak-Korea legismertebb tájképeit, előbb a Pektu-hegyet, majd a Cshon-tavat láthatjuk, a vége felé pedig egy lobogó észak-koreai zászlót, ami elé beúszik a Cshollima-szobor. A himnusz utolsó néhány hangja környékén pedig megjelenik fehér betűkkel a televízió neve. Ezután a bemondó fejet hajt és köszönti a nézőket. Majd egy zene kíséretében a két legfőbb vezető arcképe látható. A bemondó felsorolja a műsorrendet. Ezek után kezdődik el az adás.

## Műsorok
Napjainkban a KCTV naponta mindössze 8 órát sugároz 14:30 (14:30) 22: 40-ig (10:40) Észak-Koreában (PYT) és 14 óra 08: 30-kor ( AM) 22: 40-ig (10:40) PYT vasárnap és a legfontosabb nemzeti ünnepeken. Van egy másik kivétel, az Észak-Koreában zajló vészhelyzeti események éjszaka vagy nappal, a beszédindítók vagy a Korea Hangja intervallumjelző nélkül indul. Az állomás nyitva áll, amíg az esemény normális lesz. Az állomás kimenetét a propaganda programozás dominálja, amely az uralkodó Koreai Népi Hadsereg (KPA) és a Koreai Népi Hadsereg Kim Dzsongun. A hírek témája kiterjed az új építési projektekről az "alapító apának" Kim Ir Szen és a fia Kim Dzsongil eredményeinek és múltjának, valamint az unokájának és a jelenlegi vezetőjének Kim Dzsongun (Kim Jong-un) és a "Juche" ötletének. Más program témakörei, mint az egészségügy és az oktatás is sugárzott. A hálózatokon is megjelennek a helyben előállított filmek, gyermekprogramok, hazafias zenei bemutatók és filmes színházi előadások. A nemzeti ünnepeken, a katonai felvonulásokon, a zenei előadásokon és a filmeken, valamint a különféle programokon mindhárom hálózaton megjelenik.
Az alábbiakban bemutatjuk a tipikus napi műsorok egy részét a KCTV-n hétköznapokon:
| Adásidő                                                                         | Közvetített programok | Hozzávetőleges műsoridő                                                         |
| Üdvözöljük a KCTV-n 14:30 vagy 14:30 Pyongyang időben (00:00 vagy 12:00 AM GMT) | Üdvözöljük a KCTV-n 14:30 vagy 14:30 Pyongyang időben (00:00 vagy 12:00 AM GMT) | Üdvözöljük a KCTV-n 14:30 vagy 14:30 Pyongyang időben (00:00 vagy 12:00 AM GMT) |
| ------------------------------------------------------------------------------- | --- | ------------------------------------------------------------------------------- |
| 14: 30-15: 00                                                                   | A Philips PM5544 (4: 3, a Philips PM5644 (16: 9, a Test minta nagymértékben módosított változata digitális óra és több elem, bárok, felbontási rácsok és más jelölések (a hang a klasszikus vagy hazafias, és clock ident a "Korea Hangja jingle" | 30 perc                                                                         |
| 15: 00-15: 10                                                                   | Nemzeti himnusz, bevezető közlemény, Kim Il-sung tábornok dalszava] (instrumentális változat) és Kim Jong-il tábornok "(hangszeres verzió), televíziós adások | 10 perc                                                                         |
| 15: 10-16: 20                                                                   | Különleges események ismétlése | 70 perc                                                                         |
| 16: 20-17: 00                                                                   | Dokumentumfilmek | 40 perc                                                                         |
| 17: 00-17: 20                                                                   | Délutáni hír ("Jelentés", 보도 -Bodo-) | 20 perc                                                                         |
| 17: 20-17: 25                                                                   | Press Review (오늘 호 중앙 신문 개관) | 5 perc                                                                          |
| 17: 30-18: 00                                                                   | Gyermek közvetítési idő (rajzfilmek, Kim Il-sung, Kim Jong-il stb. Anekdota) | 30 perc                                                                         |
| 18: 00-18: 15                                                                   | A bűnüldözés bemutatása | 15 perc                                                                         |
| 18: 15-18: 35                                                                   | Katonai bemutató (kórus, felvonulás, gyakorlatok stb.); magában foglalja a katonai vígjáték showt is "It's So Funny" | 20 perc                                                                         |
| 18: 35-19: 10                                                                   | Sport | 40 perc                                                                         |
| 19: 10-19: 25                                                                   | Az esti hírek ("Jelentés", 보도 -Bodo-) | 15 perc                                                                         |
| 19: 25-19: 30                                                                   | Időjárás előrejelzés | 5 perc                                                                          |
| 19: 30-20: 00                                                                   | Sitcom (általában forradalmi vagy mindennapi élet témájú TV-sorozat) | 30 perc                                                                         |
| 20: 00-20: 40                                                                   | Dráma show | 40 perc                                                                         |
| 20: 50-22: 20                                                                   | Játékfilm | 90 perc                                                                         |
| 22: 20-22: 25                                                                   | A késő esti hírek ("A mai jelentés között", 오늘 의 보도 중에서 -Oneul'ui Bodojeung'eseo-) | 5 perc                                                                          |
| 22: 25-22: 30                                                                   | Időjárás előrejelzés | 5 perc                                                                          |
| 22: 30-22: 35                                                                   | Zenevideók | 5 perc                                                                          |
| 22: 35-22: 40                                                                   | TV-listák a holnapra, bejelentkezési bejelentés, Nemzeti zászló és a zene "빛나는 조국" ("Fényes országunk") | 5 perc                                                                          |
| 22: 40-14: 30                                                                   | Ki a levegőből. 8 bar-os tesztmintás, 1 kHz-es hangjelzéssel (a fekete képernyő kezdete kb. 1,5 perccel a fekete képernyő kezdete után kb. 10 másodpercig tart, és ezen a ponton az RF jel teljesen le van vágva, az RF továbbítás 21 perccel később újraindul. sávok + hang, sávok nélkül hang elindul 1,25 perccel a következő programciklus megkezdése előtt) | 13 óra és 10 perc                                                               |

## Adászárás
Adászáráskor pörgős zenék kíséretében felolvassák a következő napi műsorszámokat, majd az egyik műsorvezető felolvassa az elköszönő szöveget.

„이상으로 오늘 중앙 텔레비죤 방송은 마치겠습니다. 여러분, 안녕히 계십시오, 여기는 평양입니다.”
Isang-euro oneul Jungang Tellebijyon bangsong-eun machigessseumnida. Yeoreobun, annyeonghi gyesibsio, yeogineun Pyeongyang imnida.
Iszanguro onul Csungang Thellebidzsjon pangszongun macshigesszumnida. Jorobun, annjonghi kjesipsio, joginun Phjongjang imnida.
„A Központi Televízió mai adása véget ért. Hölgyeim és Uraim, a viszontlátásra, Phenjant hallották.”

Ezután a bemondó tiszteletteljesen fejet hajt, és az adás befejezéseként másfél percig a szélben lobogó észak-koreai zászlót mutatják, közben a 빛나는 조국 (Pinnanun Csoguk (Bitnaneun Joguk); „Fénylő Szülőföld”) című zenét hallhatjuk. Ennek befejeztével bekapcsol a monoszkóp, és véget ér az adás.